# Seidenbau

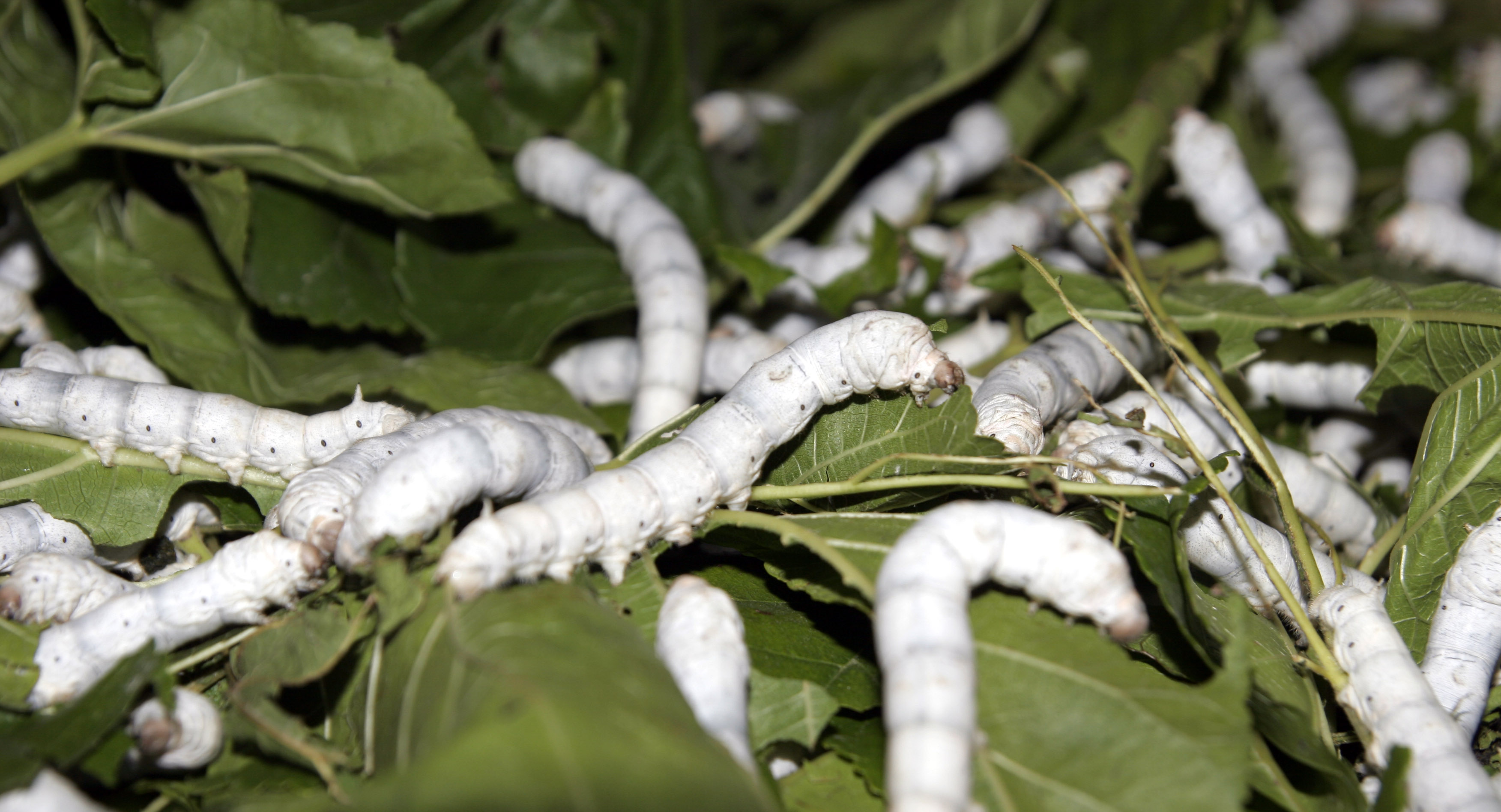
21 Tage alte Seidenspinnerraupen auf Maulbeerblättern

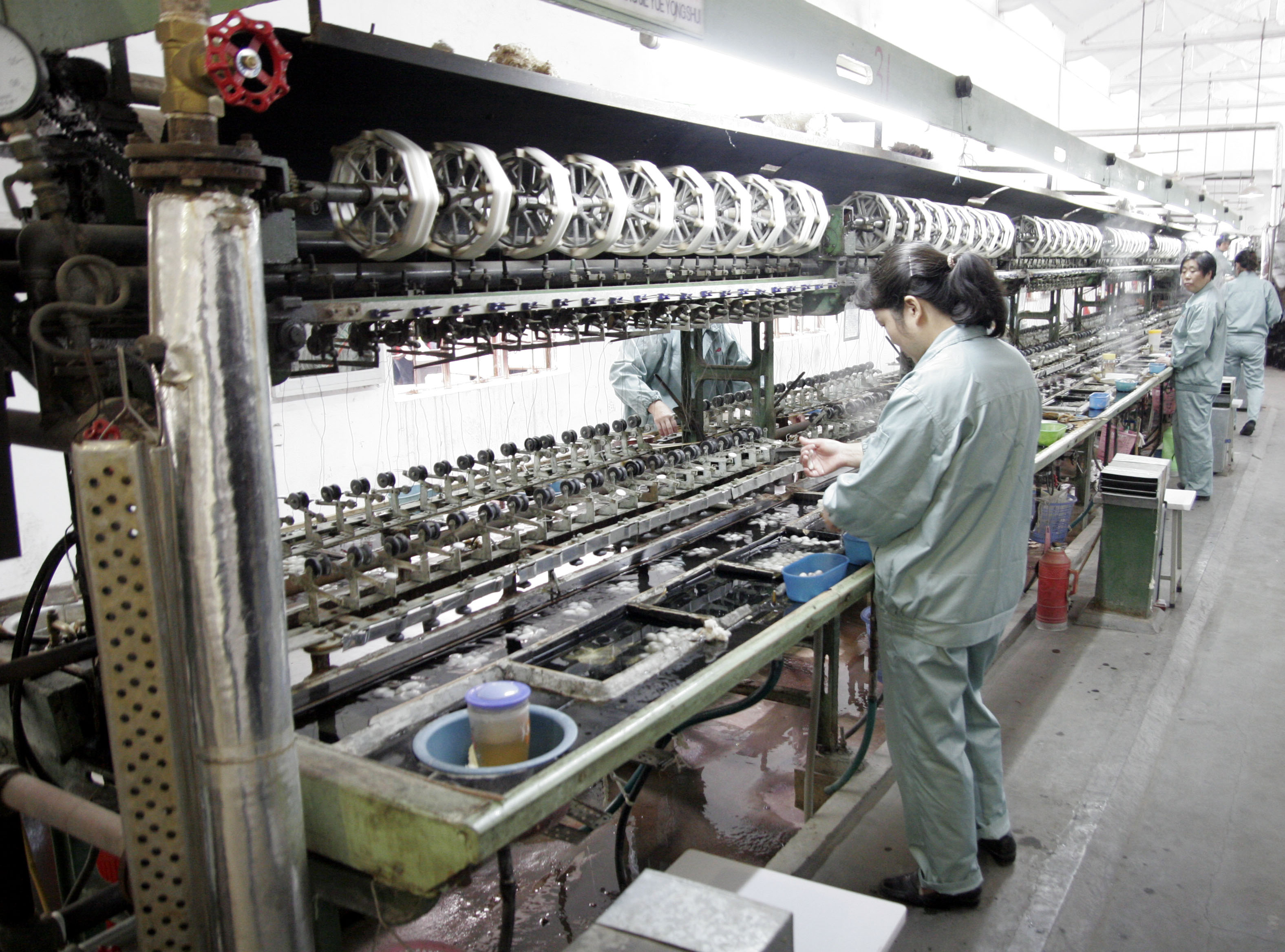
Entschälen, Abhaspeln und Verzwirnen der Seidenfäden

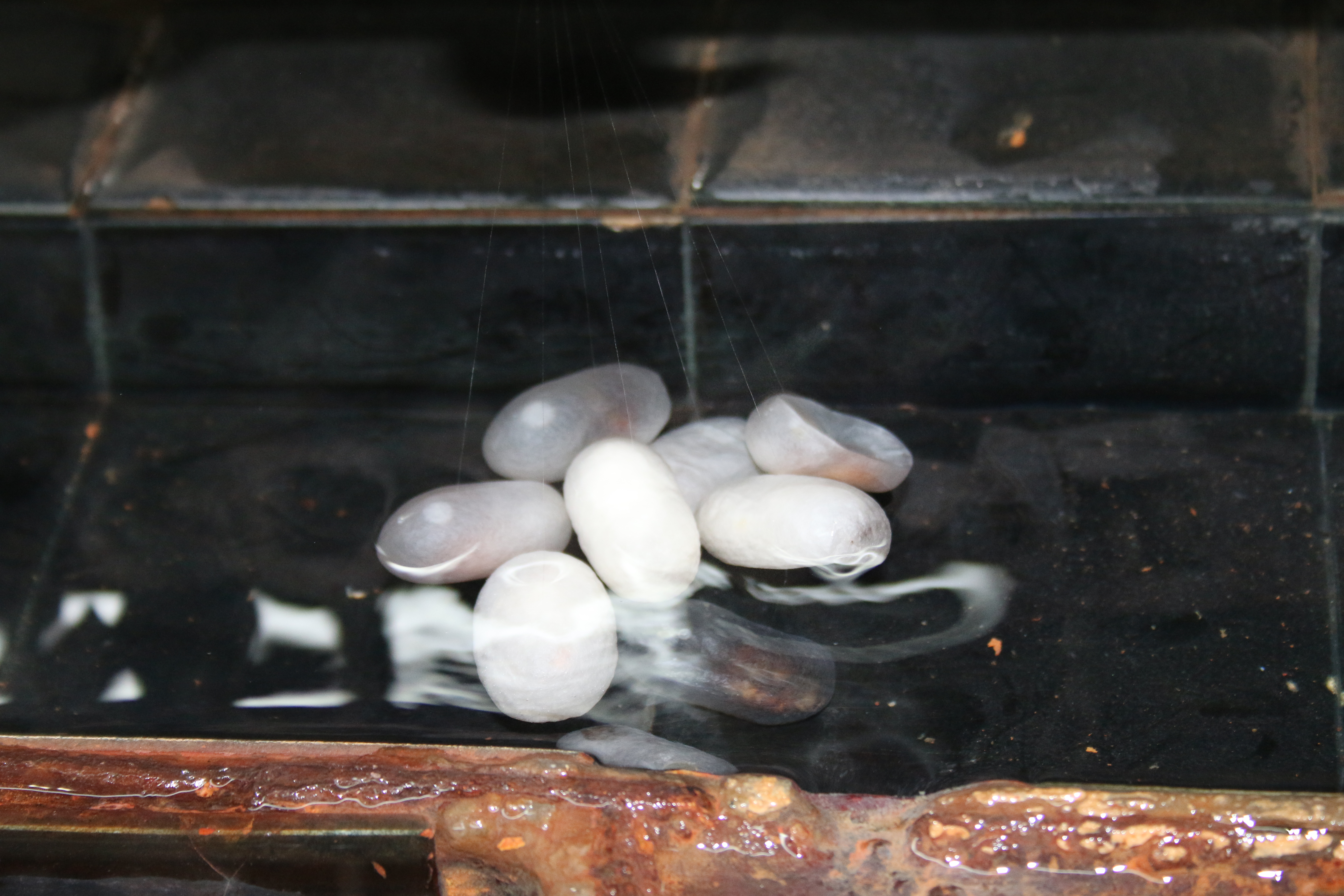
Seidencocons beim Abhaspeln

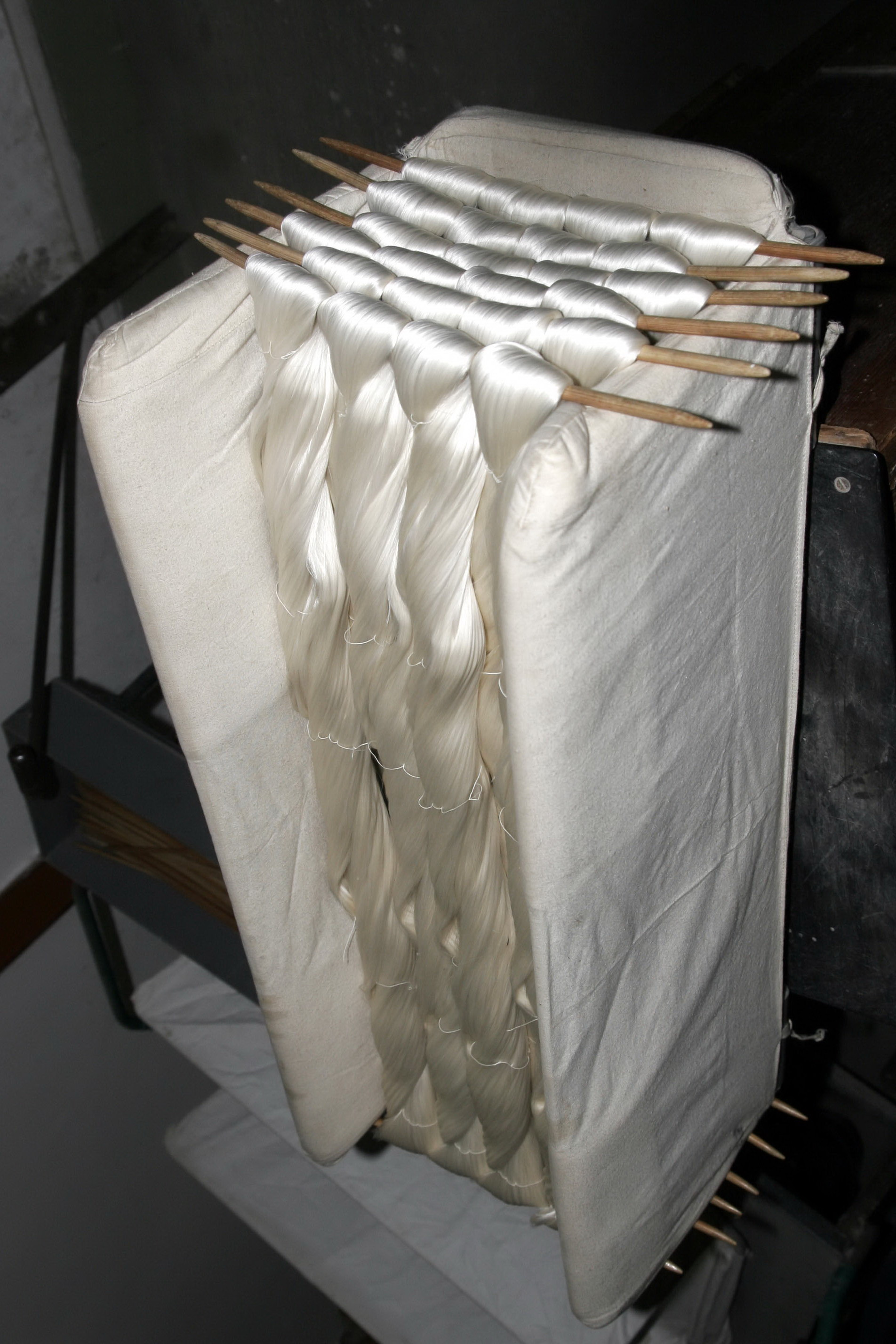
Rohseide nach dem Verzwirnen

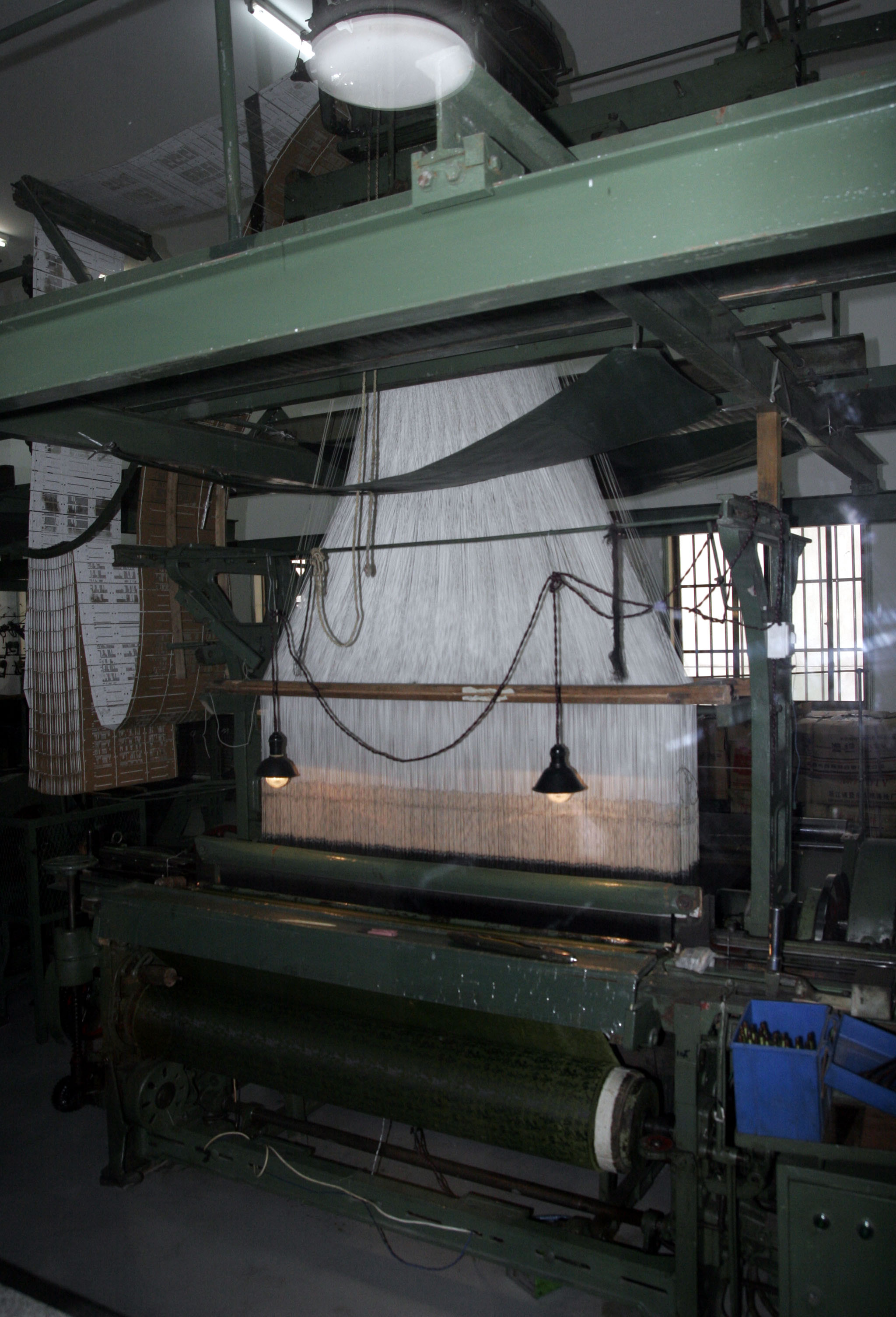
Verweben von Seide auf einem Webstuhl

Unter Seidenbau oder Serikultur versteht man den gesamten Prozess der Seidenproduktion mit seinen Bestandteilen Seidenraupenzucht, Anbau und Pflege der Maulbeerkulturen und Verarbeiten der Kokons zu Rohseide.

## Geschichte
Der Seidenbau hat seinen Ursprung in China, wo Seide bereits um 2800 v. Chr. produziert worden sein soll. Heute ist China der weltgrößte Produzent von Rohseide. Die größte Bedeutung unter den seidenspinnenden Insekten kommt dem Echten Seidenspinner (Bombyx mori L.) zu. 95 % der Naturseide werden von diesem gewonnen. Als Seide werden die Fasern aus der Mittelschicht des Kokons der Larven von Bombyx mori L. bezeichnet.

## Raupenzucht

### Nahrung
Die Seidenraupen sind monophag und fressen ausschließlich Blätter der Maulbeerbäume (Morus alba und andere Varietäten). Am Beginn der Seidenproduktion steht zunächst der Anbau der Maulbeerbäume.
Verschiedene Arten des Maulbeerbaums findet man auf allen Kontinenten. Die in den Tropen vorkommenden immergrünen Arten sind relativ schnell wachsend. Die Stecklinge neuer Kulturen werden in der Regenzeit gesetzt. Meist findet man Maulbeerpflanzungen in Monokultur, es gibt aber auch die Möglichkeit der Mischkultur zum Beispiel mit Hülsenfrüchtlern oder Mais. Für die Seidenraupenproduktion ist es notwendig, die Bäume, die eine Höhe von 20–25 m erreichen können, auf Strauchhöhe zu halten.
Die Blatterträge der unterschiedlichen Arten des Maulbeerbaums weisen, je nach Standortbedingungen, Sorte und Produktionssystem, eine Spanne von 5–30 t pro ha und Jahr auf.

### Entwicklung
Der Seidenspinner gehört zur Insektengruppe mit vollständiger Metamorphose. Der Lebenszyklus des Seidenspinners, der, je nach Rasse und dem Einfluss von Umweltfaktoren, ungefähr sechs bis acht Wochen dauert, weist vier verschiedene Stadien auf: Ei, Larve (Raupe), Puppe und Imago. Die Eier werden von speziellen Zuchttieren des Seidenspinners gewonnen.
Das Gewicht der frisch geschlüpften Raupen beträgt nicht mehr als 0,45 mg. Aufgrund ihrer enormen Gewichtszunahme um das 10.000-fache muss die chitinisierte Körperdecke viermal abgeworfen und erneuert werden. Die Zeitperiode zwischen dem Schlüpfen der Raupe bis zur ersten Häutung bzw. zwischen den einzelnen Häutungen wird als „instar“ (engl.: Larvenstadium) bezeichnet. Mit dem Ende des fünften Instars macht die gefüllte Seidendrüse etwa 40 % des Gesamtkörpergewichts aus, die Raupe ist nun spinnreif.

### Spinnen des Kokons
In zwei Drüsen am Unterkiefer der Raupe wird das Protein Fibroin gebildet. Diese beiden Fibroinstränge (Filamente, engl. „brin“) werden durch Serizin (Seidenleim) verbunden, welches von zwei weiteren Drüsen am Unterkiefer gebildet wird. Anschließend wird der Seidenfaden (Doppelfilament, engl. „bave“) aus der Spinndrüse am Ende des Kopfes herausgedrückt. Der Durchmesser eines Seidenfadens („bave“) beträgt etwa 12–24 µm, Wildeseide 40–70 µm, der Durchmesser eines einzelnen Filaments (brin) beträgt etwa 5–10 µm. Mit diesem fortlaufenden Faden bildet die Raupe dann den Kokon, indem sie ihren Kopf von Seite zu Seite bewegt. Der Kokon erhärtet, wenn das Serizin mit der Luft reagiert, der Bau eines Kokons dauert ca. 3–4 Tage,
anschließend findet die Verpuppung statt.

## Gewinnung der Rohseide
Die Gewinnung der Rohseide setzt sich aus verschiedenen Arbeitsgängen, wie dem Ernten der Kokons, Abtöten der Puppen durch Hitze, Trocknen, Entflocken, Sortieren und Kochen der Kokons zum Aufweichen des Serizins und dem Abhaspeln (Aufwickeln der Seidenfäden) zusammen.
Es werden jeweils acht bis zehn Kokonfilamente zusammengehaspelt, die anschließend einen einzigen Seidenfaden bilden. Einzelne Kokonfilamente weisen eine Länge von etwa 800 m auf. Für die Produktion von einem Kilo Rohseide werden durchschnittlich 10–11 kg Kokons benötigt.

## Ertrag und Nebenprodukte

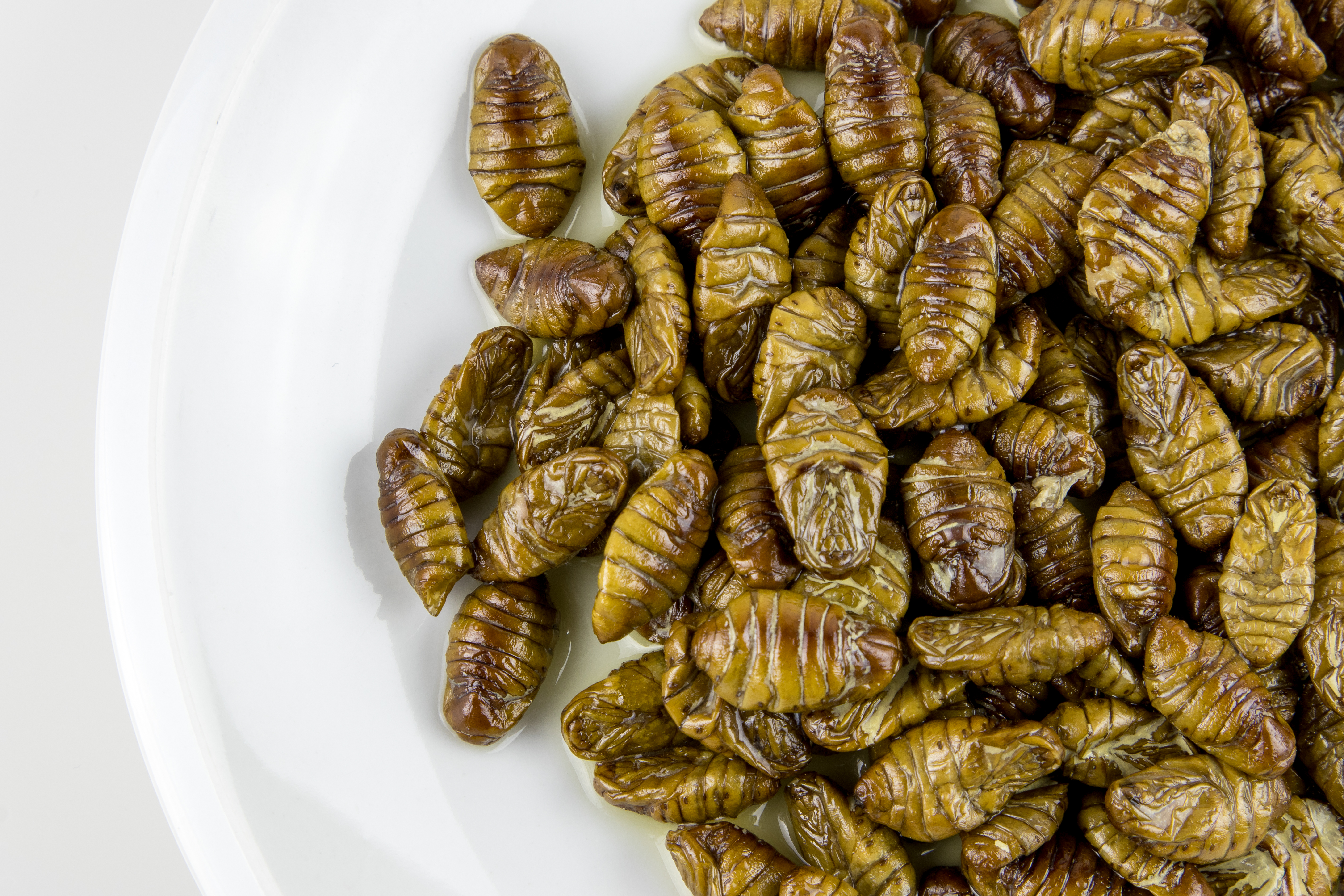
Seidenraupenpuppen aus einer Konservendose

Je nach Rasse hat eine Seidenraupe in ihrer Lebenszeit 25–35 g Maulbeerblätter gefressen. Da Seidenraupen monophag sind, ist es möglich, den Kokonertrag auf die Fläche zu beziehen. Dieser ist jedoch abhängig von der Seidenraupenrasse, dem Blattertrag des Maulbeerbaums, der Anzahl der Blatternten, den Aufzuchtszyklen der Seidenraupen je Jahr, der genutzten Eimenge und dem Ertrag je Eibox. Unter günstigen Bedingungen sind in den Tropen bei ganzjährigem Wachstum und Gedeihen der Maulbeerbäume bis zu zehn Aufzuchtszyklen möglich.
Bei der Seidenproduktion entstehen große Mengen an Abfall- und Nebenprodukten mit sehr guten Nährstoffgehalten. Diese können in integrierten Produktionssystemen wie beispielsweise der Tierfütterung genutzt werden.
Die Puppen werden nach dem Abhaspeln der Seide als Speiseinsekten genutzt.

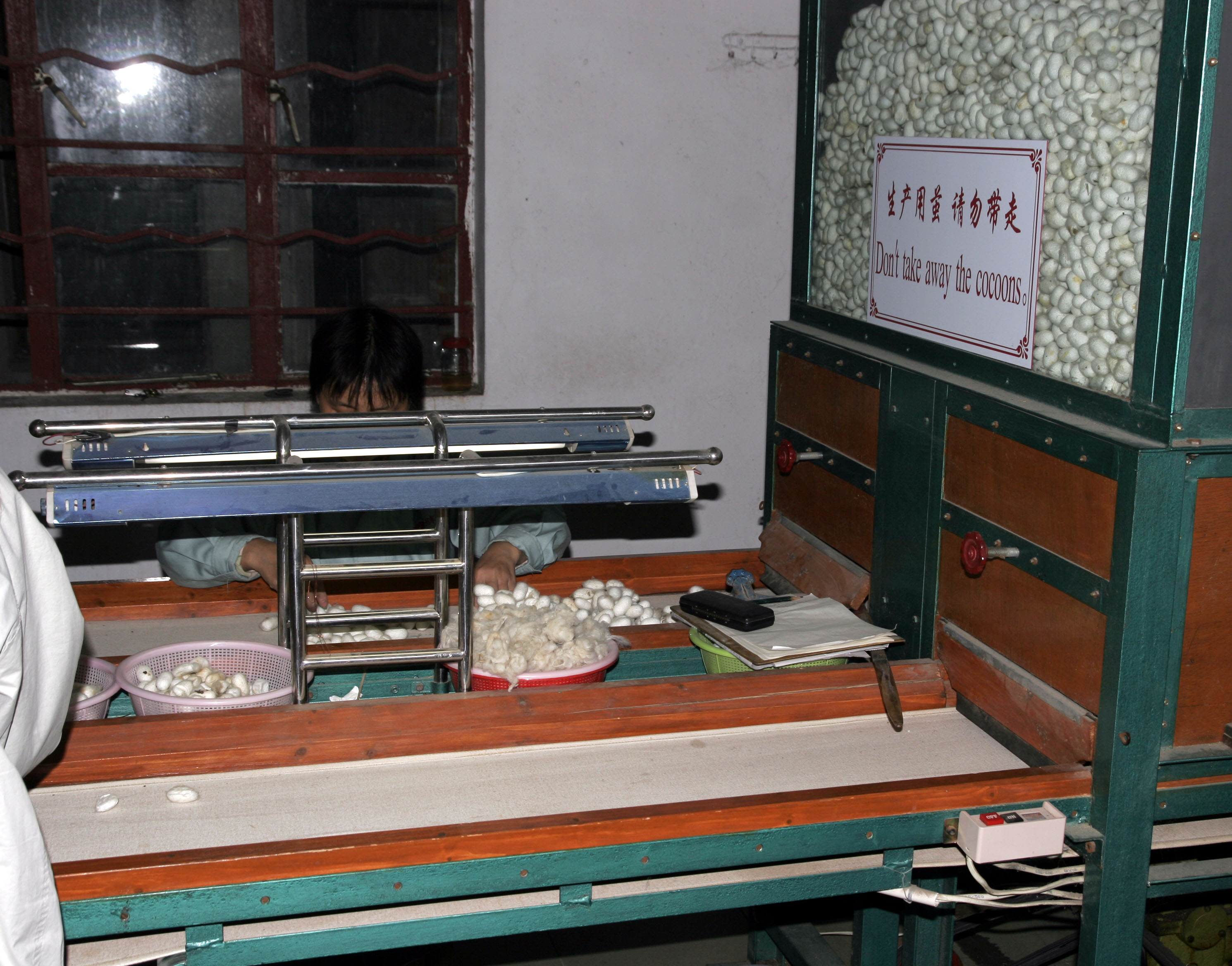
Kokonsortierung in einer chinesischen Seidenfabrik